# Basquetebol nos Jogos Pan-Americanos de 1963
A competição do basquetebol nos Jogos Pan-americanos de 1963 aconteceram em São Paulo, Brasil.
Com sete participantes os Estados unidos conquistaram pela quarta vez.

## Classificação final
| Posição | Time          |
| ------- | ------------- |
| 1.      | United States |
| 2.      | Brasil        |
| 3.      | Porto Rico    |
| 4.      | Uruguai       |
| 5.      | Peru          |
| 6.      | Canadá        |
| 7.      | México        |